# Rafael dos Santos de Oliveira
Rafael dos Santos de Oliveira (Osasco, 30 juni 1987) is een Braziliaans voormalig voetballer die als aanvaller speelde.

## Carrière
Rafinha begon zijn carrière in 2004 bij Nacional AC (São Paulo). Hij tekende in 2010 bij Thespa Kusatsu in de J2 League. Hij tekende in de zomer van 2011 bij Gamba Osaka in de J1 League. Rafinha speelde tussen 2014 en 2016 voor Yokohama F. Marinos. In 2017 keerde hij terug naar Brazilië waar hij voor Grêmio Osasco Audax en Paraná Clube ging spelen.